# Butimanu
Butimanu es una comuna ubicada en el distrito de Dâmbovița, Rumania.

## Superficie
Posee una superficie de 47,18 kilómetros cuadrados.

## Demografía
Hasta 2021 la población era de 2469 habitantes, con una densidad de población de 52,33 habitantes por kilómetro cuadrado.